# Césio 137 - O Pesadelo de Goiânia
Pour plus de détails, voir Fiche technique et Distribution.
Césio 137 - O Pesadelo de Goiânia est un film brésilien réalisé par Roberto Pires (pt) et sorti en 1990.

## Synopsis
Le film raconte de façon romancée l'accident nucléaire de Goiânia, pendant lequel plusieurs personnes sont mortes irradiées par une source radioactive de Césium 137 trouvée dans un institut de radiothérapie laissé à l'abandon.

## Fiche technique
- Réalisation : Roberto Pires (pt)
- Scénario : Roberto Pires
- Photographie : Walter Carvalho
- Musique : Lucas de Farias, Otávio Garcia
- Montage : Roberto Pires
- Durée : 115 minutes
- Date de sortie : 
  - Brésil : 1990

## Distribution
- Nelson Xavier : Devair Alves Ferreira
- Joana Fomm : Maria Gabriela
- Paulo Betti : Roberto dos Santos
- Stepan Nercessian : Edson Fabiano
- Paulo Gorgulho : Wagner Mota
- Denise Milfont
- Telma Reston
- Marcelia Cartaxo
- Mallú Moraes
- Venerando Ribeiro
- Carmem Moretzsohn
- Ivan Marques
- Mauri de Castro
- Josiane Oliveira

## Distinctions
Le film a remporté plusieurs prix au Brasilia Film Festival, dont le prix du meilleur film et du meilleur scénario.